# 祇園祭
祇園祭（日语：／ Gion Matsuri），明治時代之前又稱祇園御靈會（日语：／ Gion Goryoue），是日本京都東山区祇園附近每年七月舉行的節慶。整個祇園祭長達一個月，在7月17日（前祭）和7月24日（後祭）則進行大型巡遊，京都的33個區，每區均會設計一個裝飾華麗的花轎參加巡遊。

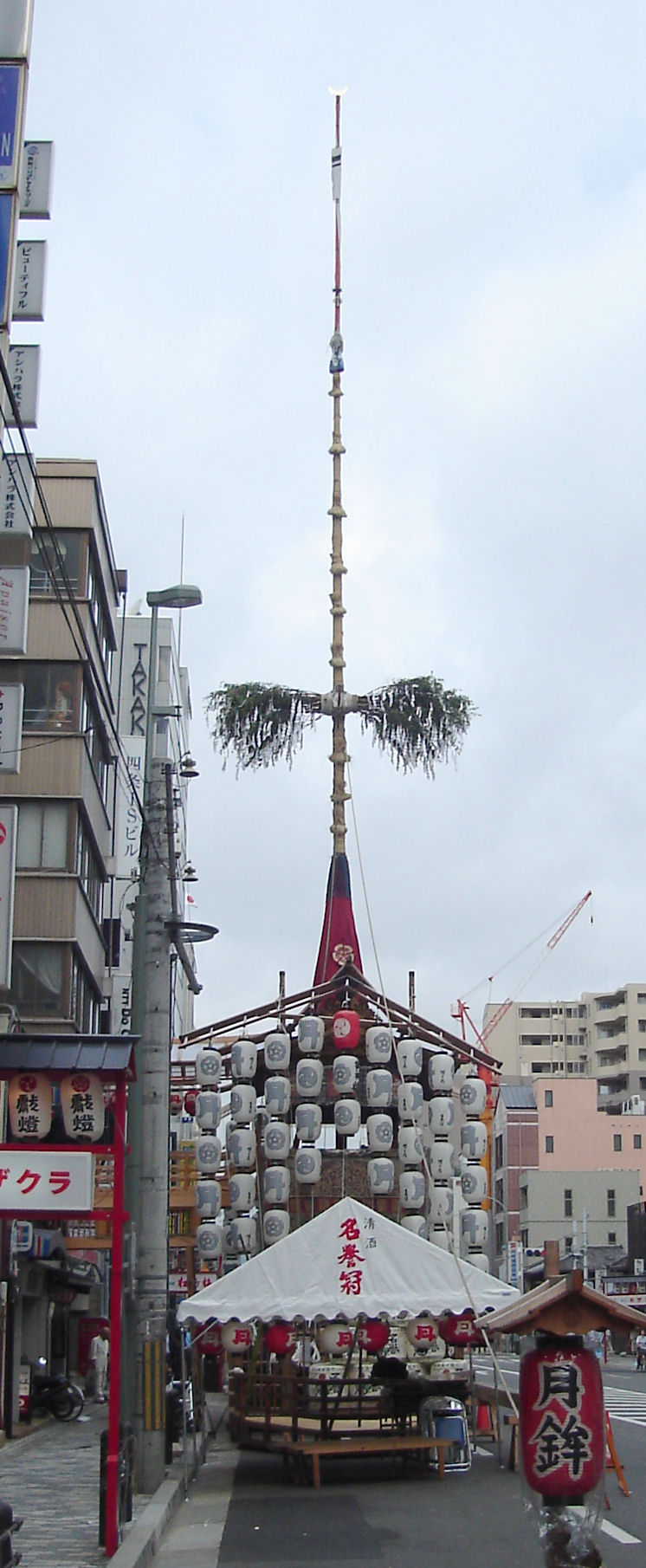
參加祭典的華麗花轎（鉾）

它主要分為八坂神社和各山鉾町主辦的兩種，其中山鉾町主辦的祇園祭山鉾行事是日本重要無形民俗文化財產。山鉾町主辦的祇園祭又可按時間先後分為前祭（さきのまつり）和後祭（あとのまつり）。
它是「京都三大祭」（葵祭、祇園祭、時代祭）之一，也為「日本三大祭」（祇園祭（京都）、天神祭（大阪）、神田祭（江戶））與「三大曳山祭」、「三大美祭」（秩父夜祭（埼玉縣秩父市）、祇園祭（京都府京都市）、高山祭（岐阜縣高山市））之一。

## 歷史
西元863年（貞觀5年），京都的神泉苑就已開始舉辦御靈会以超度因瘟疫而去世者的怨靈。864年富士山噴發，869年貞觀地震發生。接連不斷的災難加上平安京的潮濕氣候導致大規模疫情爆發。869年，京都東山的祇園社（現今八坂神社）把牛頭天王供為神祇祭祀後，瘟疫平息了下來。在當時只有發生瘟疫才會舉行法事，到了西元970年起才成為慣例，在容易發生流行病的6月7日跟6月14日固定舉行。到了日本改制新曆後，則改在7月在京都市內舉辦例行祭典，祈求潔淨及消除瘟疫。

## 祇園祭活動時程表
- 7月1日 - 吉符入、長刀鉾町稚兒御千度。祭典開始。
- 7月2日 - 籤取儀式、山鉾町社参。決定山鉾巡行順序。從室町時代以來為避免競爭事先已定好順序。接著，帶頭巡行（前祭）之先頭長刀鉾、第5號函谷鉾、第21號放下鉾、第22號岩戶山、第23號（帶頭巡行（前祭）之最後）船鉾。後頭巡行（後祭）之先頭橋辨慶山、接次之北觀音山、後頭巡行（後祭）第6號南観音山、後頭巡行（後祭）之最後大船鉾「籤置儀式」與呼叫、順序均已予先決定。京都市役所市委員會議場完成儀式。
- 7月3日 - 檢查船鉾神面、鱧奉納奉告祭。
- 7月5日 - 披露長刀鉾町稚兒。
- 7月6日 - 花傘巡行宣狀授予式。
- 7月7日 - 綾傘鉾稚兒社参・御千度。
- 7月10日 - 幣切、神事用水清祓式、高橋町社参、御迎提燈、神輿洗式。
- 7月10日到14日 - （前祭）搭建山鉾。將被分解收納的山鉾組合起來，並進行懸装。
- 7月13日 - 長刀鉾稚兒社参、久世稚兒社参。
- 7月14日 - 打開手洗井戶、中之町御供、（前祭）宵宵宵山。
- 7月15日 - 齋竹建、月次祭並庖丁式、傳統藝能奉納、宵宮祭、（前祭）宵宵山。
- 7月16日 - 獻茶祭、豊園泉正寺榊建、神劍拝戴、石見神樂、日和神樂、宵宮神賑奉納神事、（前祭）宵山。
- 7月17日 - （前祭）山鉾巡行。祇園祭之重要節目。
- 7月17日 - 重新籤取、神幸祭、神輿渡御出發式。
- 7月18日到21日 - （後祭）搭建山鉾。
- 7月20日 - 宣狀式。
- 7月21日 - （後祭）宵宵宵山。
- 7月22日 - （後祭）宵宵山。
- 7月23日 - 煎茶獻茶祭、琵琶奉納、日和神樂、（後祭）宵山。
- 7月24日 - 重新籤取、（後祭）山鉾巡行、花傘巡行、還幸祭。
- 7月25日 - 狂言奉納。
- 7月28日 - 神事用水清祓式、神輿洗式。
- 7月29日 - 神事結束奉告式。
- 7月31日 - 疫神社夏越祭。祭典結束。

在7月舉辦各種活動期間，相關祭典人士會遵守不能吃小黃瓜的戒律，小黃瓜雖然是夏季盛產蔬菜，但因小黃瓜的斷面長得太像八坂神社的社紋而不敢吃小黃瓜。

## 山鉾樣式一覽
- 鉾
  - 長刀鉾
  - 函谷鉾
  - 雞鉾
  - 月鉾
  - 菊水鉾
  - 放下鉾
- 船鉾
  - 船鉾
  - 大船鉾（後祭）
- 傘鉾
  - 綾傘鉾
  - 四条傘鉾
- 曳山
  - 岩戶山
  - 北觀音山（後祭）
  - 南觀音山（後祭）
- 舁山
  - 保昌山
  - 郭巨山
  - 伯牙山
  - 蘆刈山
  - 油天神山
  - 木賊山
  - 太子山
  - 白樂天山
  - 孟宗山
  - 占出山
  - 山伏山
  - 霰天神山
  - 蟷螂山
  - 橋辨慶山（後祭）
  - 鯉山（後祭）
  - 淨妙山（後祭）
  - 黑主山（後祭）
  - 役行者山（後祭）
  - 鈴鹿山（後祭）
  - 八幡山（後祭）

## 外部連結
- 7月17日本京都祇園祭
- 京都祇園祭山鉾巡行相片 （页面存档备份，存于）
- 2014年京都祇園祭山鉾巡行 （页面存档备份，存于）（日語）
- 八坂神社（日語）
- 日本祇園祭的由來 - 大紀元時報 （页面存档备份，存于）